# 古代進
古代 進（こだい すすむ）は、アニメ「宇宙戦艦ヤマトシリーズ」の主人公。

## キャラクター解説
『宇宙戦艦ヤマト』では戦闘班長、同作後半からは艦長代理も兼任。『さらば宇宙戦艦ヤマト 愛の戦士たち』では艦長の土方竜の死亡後、新艦長へ着任。『宇宙戦艦ヤマトIII』では艦長。
駆逐艦ゆきかぜ艦長の古代守は実兄。
文庫版『宇宙戦艦ヤマト』での松本零士のコメントによれば、当初は『男おいどん』の大山昇太や『元祖大四畳半大物語』の足立太のような容貌になる予定だったが、スポンサーの「郷ひろみみたいにかっこよく」という要望で現在の外見になった。
名前の元となったのは、松本版『光速エスパー』の主人公「古代すすむ」である。また、「すすむ」という名前自体は、松本の弟である、松本將（すすむ）から取ったもの。

## 劇中での登場
宇宙戦艦ヤマト
第1話から登場。18歳（ヤマト発進時、火星での訓練中は17歳、ヤマトの地球帰還時には19歳）。少年期は昆虫が好きで争いを嫌悪する優しい性格だったが、2193年に出身地である神奈川県三浦半島へガミラスからの遊星爆弾が落下して両親が死亡したのち、ガミラスへの復讐を誓う直情型な性格となった。これは、兄守が、冥王星でのガミラスとの戦闘で死亡したと伝えられたことにより、より強いものとなった。
宇宙戦士訓練学校を経てヤマトの戦闘班長に就任し、第一艦橋に座る一方でコスモゼロをも駆る。当初は、兄を冥王星会戦で死なせたということで艦長の沖田十三を快く思わなかったり、訓練学校の同期生かつ親友で航海班長の島大介と、戦闘と航海のどちらを優先するかで対立したりといったことが多かった。しかし、島をはじめ真田志郎ら仲間と共にイスカンダルへの航海や戦闘を続け、沖田の人となりに触れたことから、それまで直情的だった性格も改められていく。
第20話以降は、沖田の病状が悪化したため、艦長代理を兼任する。死んだと思われた守とは、第25話のイスカンダルで再会し、地球への帰還よりスターシャとの愛を選んだ彼を見送る。第24話で復讐を誓ったはずのガミラスとの戦いが終わった後には、戦うことよりも大事なことがあったという結論へ思い至った。また、森雪とは戦闘や航海を経て惹かれ合い、恋人同士となる。
さらば宇宙戦艦ヤマト 愛の戦士たち
20歳（沖田艦長の命日、9月5日または6日ころに物語が始まる）。再建復興を遂げた2201年の地球で、護衛艦艦長として第15資源輸送艦隊の護衛に就いていた。雪との関係は進展し、結婚式が間近に近づいていたが、勤務明けの地球帰還途中に謎のメッセージを受信する。地球で真田と共に解析を進め、それが何かの救援メッセージであることを突き止めると、地球へ接近しつつある白色彗星との関連性を含め、地球連邦政府の防衛会議へ打診するが、内容不正確という理由から一蹴された古代たちはこれに抗議し、ヤマトに乗り込むとメッセージの発信源へ向けて旅立つ。やがて、到着したテレザート星にてメッセージの発信者であるテレサに会い、地球へ接近する白色彗星帝国の情報を受け取り、地球圏で彗星帝国との決戦に挑む。最後は、戦死した雪の遺体を抱えながら、反物質世界の人間であるテレサとともに超巨大戦艦へ特攻する。
宇宙戦艦ヤマト2
第1話から登場。物語の大筋は『さらば』と同様であるが、古代の就いている任務が資源輸送艦の護衛ではなく外周艦隊の司令となっており、乗艦も護衛艦ではなくヤマトになっている。
白色彗星帝国との戦いでは、生き残った乗組員と共にヤマトから退艦する振りをしてそのまま残り、超巨大戦艦へ特攻しようとするが、テレサの説得を受けて特攻を思い留まり、自分だけで特攻していく彼女を見届ける。最後は、同じくヤマトに残っていた雪や、テレサから託された島と共に、ヤマトで地球へ帰還する。
宇宙戦艦ヤマト 新たなる旅立ち
艦長代理として、手を焼きながらも新人乗組員達を鍛えまくり、一人前の戦士に育てていた。デスラーからの打電でイスカンダルの危機を知って、地球の恩人であるスターシャと守の救助へ向かい、暗黒星団帝国を相手にデスラーとの共同戦線を展開する。結果的にはイスカンダルの暴走を止められずにスターシャの最期を見届けることとなったが、彼女からは守と兄夫婦の娘であるサーシャを託される。
デスラーとの共同戦線中に芽生えた彼との友情は、後に彼が再興したガルマン・ガミラス帝国との友好に繋がる。
ヤマトよ永遠に
第10有人パトロール艇の艇長に就任。突如音信不通になった火星基地へ調査に向かった後、地球周辺宙域にて地球艦隊と敵艦隊との交戦に巻き込まれてしまう。辛くも地球へ帰還し、かつてのヤマト乗組員と共にヤマトの隠されている小惑星イカルスへ向かうが、途中で雪が敵の攻撃で負傷して地球に取り残されてしまい、さらに兄・守も死亡したことを後に知る。その後、ヤマト乗組員として、雪のいない寂しさを堪えながら敵母星への航海に旅立つ。航海の途中、雪の任務を代行していた新乗組員の真田澪の正体がサーシャであることを知る。互いの唯一の肉親として親しく話すようになったが、サーシャが恋心を抱いていたのに対し、古代は常に兄の代わりとして接していた。敵母星であるデサリアム星での最終戦では、躊躇いながらもサーシャごとデザリアム星を新波動砲で破壊する。スターシャの元へ帰っていくサーシャの魂には感謝されるが、自らは人はいつになったら血を流さずに済むのかを考えながら、地球へ帰還する。
宇宙戦艦ヤマトIII
第1話から登場。ヤマト艦長に任命される。ガルマン・ガミラス帝国とボラー連邦の星間戦争に巻き込まれる形で始まった太陽の核融合異常増進による地球滅亡の危機が迫る中、ヤマトで第二の地球探しに出発する。戦いで土門竜介や揚羽武などの新人乗組員達が犠牲となっていく姿に心を痛める一方、ガルマン・ガミラス帝国と地球連邦との友好関係を確立して地球連邦の繁栄に貢献し、太陽の制御に成功する。
宇宙戦艦ヤマト 完結編
銀河系に、異次元から突如現れた赤色銀河が衝突する災害が起こった際に、ヤマトで調査に向かうが、ディンギル星での救助行為とその後のディンギル艦からのハイパー放射ミサイルの攻撃により多くの犠牲者を出したことで自責し、艦長を辞任する。
自身もその戦闘で生死の境をさまようが、辛うじて一命を取り留め、出航前のヤマトへ戻る。ヤマトでは復活した沖田の下、戦闘班長に再任される。訓練生時代からの一番の親友であった島との死別を経て、ヤマトと共に自沈する沖田を見届けた後、ラストシーンで雪と結ばれる。
宇宙戦艦ヤマト 復活篇
38歳。雪との間に一人娘の美雪を授かっていたものの、平和となった地球に馴染めず宇宙で歳に似合わぬ無精ひげを生やしながら深宇宙貨物船「ゆき」の船長に就いており、妻子とはほとんど別居状態になっていた。2220年に、3年ぶりに地球へ帰還した際にはブラックホール接近による移民計画と雪の行方不明を知り、第3次移民船団護衛艦隊司令として再びヤマト艦長に就く。
劇中では指揮だけでなく操艦も行っており、序盤では大破した状態のブルーノアを操り、攻撃してくるSUS艦の懐に高速で突っ込んで行き、至近を擦り抜けた直後に艦を上下方向に180度反転させて背後を取るという荒業を見せているほか、BH199ブラックホールでの戦闘では、艦載機で出撃する小林淳に代わって、艦長でありながら自ら操艦を担っている。

## リメイクアニメ
『宇宙戦艦ヤマト』のリメイク作品である『宇宙戦艦ヤマト2199』を初作とする本シリーズでは、原作アニメシリーズ（以下、旧作）から設定が再構築され、所属は戦術科、役職は戦術長、階級は一尉（一等宙尉）となった。2178年7月7日生まれで、年齢は『2199』時点において20歳に変更されている。出身地は旧作に準じて神奈川県三浦市と設定されている。

### 劇中での登場（リメイクアニメ）
宇宙戦艦ヤマト2199
第1話における、イスカンダルからの使者と接触する任務のために火星で待機しているシーンで初登場。年齢は20歳。
ヤマト乗艦までの経緯が変更されており、第7航宙団空間戦術科所属の三等宙尉だったところに守の戦死を受け、二階級特進と戦術長を拝命してヤマトへ乗艦する。旧作とは異なり真田が副長として沖田の代行を担当しているため、艦長代理を兼任することはなかった。
登場人物の増加により内容が群衆劇化したことから原作の独断行動も辞さない熱血漢では話がうまく進まないため、落ち着いた性格へ変更されている。ただし、第4話では旧作同様に今後の作戦行動を討論する中でガミラスの冥王星基地攻略を主張し、イスカンダルへの航海優先を訴える島と言い争ったりもしている。また、第20話の七色星団海戦において雪がガミラスに攫われた際は、怒りに任せて敵雷撃隊に激しい攻撃を加え、海戦後の第21話・第22話でも表面上では落ち着いているように見せてはいるが、人目の無いところでは自身の無力さに怒り、壁を殴ったりしている。一方、最終話では雪が重体の状態でも普段通りに明るく振る舞うほか、彼女が死亡した時にも一旦は悲嘆に暮れるもののそれを秘匿するよう依頼するなど、他の乗組員たちのことを気遣う描写がある。
漫画版（むらかわみちお）
アニメ版よりも沖田に対する不信感が強く、ヤマト乗艦後もわだかまりを解消できないでいたが、エンケラドゥスに墜落していた駆逐艦ユキカゼの航海日誌の音声から、沖田と守のやり取りを聞いて守の意志を知り、沖田への不信感を解消する。また、ガミラスへ対する憎しみもアニメ版より強く、メ2号作戦ではガミラスを悪魔と呼び無慈悲に殲滅していったが、旗艦を逃がすためにヤマトへ突撃するデストリア級を見て、ガミラス人も地球人と同じ「人」であると理解する。
小説版（豊田巧）
太陽系赤道祭で沖田と酒を酌み交わす相手がアニメ版の徳川ではなく、旧作同様に古代になっている。また、対次元潜航艦戦での行動が、明白な命令違反から一応の軍機に則った独断専行へ変更されている。そのほか、惑星ビーメラ4でのクーデターや、七色星団海戦でのドメラーズIII世との砲撃戦など、アニメではあまり深く関わっていなかった物事にも関与している。

宇宙戦艦ヤマト2199 星巡る方舟
ガトランティス艦隊との遭遇時、沖田と真田がともに不在だったため、臨時で戦闘指揮を受け持つ。惑星シャンブロウに閉じ込められた際は、バーガーらガミラス人と信頼関係を築いていき、ガトランティス艦隊での決戦では正式にヤマトの指揮権を与えられ、ガミラスと共同戦線を張って戦う。
本作では立ち回りが艦長代理に近いものとなっている。『2199』の打ち上げ時に、声を担当した小野が「シリーズ後半は『雪！雪！』としか言ってない」と訴えたため、本作でスポットを大きく当てられることになり、沖田から古代へ、そして古代からその先の世代へ伝えていくという役割を与えられた。
宇宙戦艦ヤマト2202 愛の戦士たち
第1話における8番浮遊大陸奪還作戦のシーンで初登場。年齢は24歳。地球帰還後、「波動砲艦隊計画」の是非を巡って政治的に孤立し、本編冒頭時点では地球連邦防衛軍の第二護衛駆逐艦隊47番艦である戦艦「ゆうなぎ」の艦長を務めていた。雪とは婚約済みである。
ガミラス大使ローレン・バレルとの密会を通して時間断層を含めた地球政府の裏事情を知り、テレサからのメッセージに応えようとヤマトを無断発進させる。
本作では第4話で真田から委任されてから第13話で土方が艦長に就任するまで、艦長代理に就任している。また、第21話で白色彗星から脱出する際には、それに先駆けてヤマトが惑星ゼムリアへ墜落する際に島たちが退艦していたこともあり、自分で操艦を担当している。
宇宙戦艦ヤマト2205 新たなる旅立ち
ヤマトの三代目艦長に就任。年齢は27歳。時間断層と引き換えに救出されたことを重く受け止めており、その代償に見合う価値のある存在になろうと苦悩している。

## 実写映画
『宇宙戦艦ヤマト』の実写化作品である『SPACE BATTLESHIP ヤマト』では、2166年10月31日生まれ、年齢は33歳となっている。かつてはコスモゼロ隊のエースだったが、遊星爆弾を撃墜した際に両親を巻き添えで死なせ、島の息子に発声障害をもたらしてしまったために除隊する。その後、地表でレアメタルの回収業者に身をやつしながら地下都市で生活していたが、イスカンダルからのメッセージカプセルを拾ったことから、復隊してヤマトへ乗艦する。ガミラスとの戦いの中、ブラックタイガー隊の雪と惹かれ合って結ばれるも、自らは物語終盤に逆襲してきたデスラーから地球を守るために彼女を気絶させて退艦者たちへ預け、ヤマトで特攻する。
古代守の未帰還の件で沖田艦長に殴りかかったり、命令に対して舌打ちする、森雪の救出のために独断で無茶な行動に出るなど、原作アニメ以上に熱血漢に描かれている。中盤に艦長代理に任命された後はその重責を痛感し、沖田の意思を継いでヤマトをイスカンダルに導いた。口癖は「これ貸しだから」。

## 担当キャスト
- 声優
  - 富山敬 - テレビアニメ第1作準拠のシリーズ関連作品[2]
  - 山寺宏一 - 富山死去後のPSゲームシリーズ[3]、『宇宙戦艦ヤマト 復活篇』[4]
  - 小野大輔 - 『宇宙戦艦ヤマト2199』以降のリメイクアニメシリーズ[5][6]
- 俳優
  - 木村拓哉 - 『SPACE BATTLESHIP ヤマト』[1]